# Équipe des Bahamas de football
Cet article traite de l'équipe masculine. Pour l'équipe féminine, voir Équipe des Bahamas féminine de football.
Maillots
L'équipe des Bahamas de football est une sélection des meilleurs joueurs bahaméens sous l'égide de la Fédération des Bahamas de football.

## Histoire
C'est une sélection qui n'a jamais réussi à se qualifier à un tournoi international majeur. Son meilleur résultat reste un quart de finale (perdu face à Cuba) lors des Jeux d'Amérique centrale et des Caraïbes de 1986. Préalablement, elle avait participé au 1er tour des Jeux panaméricains de 1971.
En Coupe caribéenne des nations, elle a disputé les tours préliminaires de qualification en 1999 et 2007, sans pouvoir franchir le 2d tour à chaque fois.
Les Bahamas avaient bien entamé leur campagne de qualification pour la Coupe du monde 2014 en disposant facilement des Îles Turques-et-Caïques 4-0 et 6-0 avant de déclarer forfait pour la suite des éliminatoires. Après trois années d'inactivité, l'équipe fait son retour à l'occasion d'un match amical, disputé le 6 août 2014, face à l'équipe olympique des États-Unis (défaite 1-5). Lors des qualifications pour la Coupe du monde 2018, les Bahamas furent éliminées dès le premier tour par l'équipe des Bermudes sur un score global de 8-0.

## Classement FIFA
| Année              | 1999 | 2000 | 2001 | 2002 | 2003 | 2004 | 2005 | 2006 | 2007 | 2008 | 2009 | 2010 | 2011 | 2012 | 2013 | 2014 | 2015 | 2016 | 2017 | 2018 | 2019 | 2020 | 2021 | 2022 | 21/09/23 |
| ------------------ | ---- | ---- | ---- | ---- | ---- | ---- | ---- | ---- | ---- | ---- | ---- | ---- | ---- | ---- | ---- | ---- | ---- | ---- | ---- | ---- | ---- | ---- | ---- | ---- | -------- |
| Classement mondial | 189  | 178  | 184  | 187  | 193  | 192  | 193  | 146  | 174  | 170  | 180  | 194  | 154  | 174  | 185  | 195  | 204  | 205  | 206  | 210  | 201  | 196  | 202  | 197  | 200      |

## Résultats

### Parcours en Coupe du monde
| Année | Position     |      | Année         | Position |               | Année | Position |
| 1930  | Non inscrite | 1974 | Non inscrite  | 2010     | Non qualifiée |       |          |
| 1934  | Non inscrite | 1978 | Non inscrite  | 2014     | Forfait       |       |          |
| 1938  | Non inscrite | 1982 | Non inscrite  | 2018     | Non qualifiée |       |          |
| 1950  | Non inscrite | 1986 | Non inscrite  | 2022     | Non qualifiée |       |          |
| 1954  | Non inscrite | 1990 | Non inscrite  | 2026     | Non qualifiée |       |          |
| 1958  | Non inscrite | 1994 | Non inscrite  | 2030     | À venir       |       |          |
| 1962  | Non inscrite | 1998 | Forfait       | 2034     | À venir       |       |          |
| 1966  | Non inscrite | 2002 | Non qualifiée |          |               |       |          |
| 1970  | Non inscrite | 2006 | Non qualifiée |          |               |       |          |

### Parcours en Gold Cup
| Année | Position     |      | Année             | Position |                   | Année | Position          |  | Année | Position |
| 1963  | Non inscrite | 1989 | Non inscrite      | 2007     | Tour préliminaire | 2025  | Tour préliminaire |  |       |          |
| 1965  | Non inscrite | 1991 | Non inscrite      | 2009     | Non inscrite      |       |                   |  |       |          |
| 1967  | Non inscrite | 1993 | Non inscrite      | 2011     | Non inscrite      |       |                   |  |       |          |
| 1969  | Non inscrite | 1996 | Non inscrite      | 2013     | Non inscrite      |       |                   |  |       |          |
| 1971  | Non inscrite | 1998 | Non inscrite      | 2015     | Non inscrite      |       |                   |  |       |          |
| 1973  | Non inscrite | 2000 | Tour préliminaire | 2017     | Non inscrite      |       |                   |  |       |          |
| 1977  | Non inscrite | 2002 | Forfait           | 2019     | Tour préliminaire |       |                   |  |       |          |
| 1981  | Non inscrite | 2003 | Non inscrite      | 2021     | Tour préliminaire |       |                   |  |       |          |
| 1985  | Non inscrite | 2005 | Forfait           | 2023     | Tour préliminaire |       |                   |  |       |          |

### Parcours en Ligue des nations
| Édition   | Ligue | Phase de groupes | Phase de groupes | Phase de groupes | Phase de groupes | Phase de groupes | Phase de groupes | Phase de groupes | Phase finale | Phase finale | Phase finale | Phase finale | Phase finale | Phase finale | Phase finale | Phase finale |
| Édition   | Ligue | Class.           | M                | V                | N                | D                | BM               | BE               | Pays hôte    | Résultat     | M            | V            | N            | D            | BM           | BE           |
| --------- | ----- | ---------------- | ---------------- | ---------------- | ---------------- | ---------------- | ---------------- | ---------------- | ------------ | ------------ | ------------ | ------------ | ------------ | ------------ | ------------ | ------------ |
| 2019-2020 | C     | 1/3              | 4                | 3                | 1                | 0                | 10               | 2                | 2020         | Inéligible   | Inéligible   | Inéligible   | Inéligible   | Inéligible   | Inéligible   | Inéligible   |
| 2022-2023 | B     | 3/4              | 6                | 1                | 1                | 4                | 2                | 11               | 2023         | Inéligible   | Inéligible   | Inéligible   | Inéligible   | Inéligible   | Inéligible   | Inéligible   |
| 2023-2024 | B     | 4/4              | 5                | 0                | 1                | 4                | 7                | 21               | 2024         | Inéligible   | Inéligible   | Inéligible   | Inéligible   | Inéligible   | Inéligible   | Inéligible   |
| 2024-2025 | C     | 2/3              | 4                | 1                | 1                | 2                | 10               | 13               | 2025         | Inéligible   | Inéligible   | Inéligible   | Inéligible   | Inéligible   | Inéligible   | Inéligible   |
| 2026-2027 | C     | /3               | 0                | 0                | 0                | 0                | 0                | 0                | 2027         | Inéligible   | Inéligible   | Inéligible   | Inéligible   | Inéligible   | Inéligible   | Inéligible   |
| Total     | Total | Total            | 19               | 5                | 4                | 10               | 29               | 47               | Total        | Total        | 0            | 0            | 0            | 0            | 0            | 0            |

### Parcours en Coupe caribéenne
- 1978 : Non inscrit
- 1979 : Non inscrit
- 1981 : Non inscrit
- 1983 : Non inscrit
- 1985 : Non inscrit
- 1988 : Non inscrit
- 1989 : Non inscrit
- 1990 : Non inscrit
- 1991 : Non inscrit
- 1992 : Non inscrit
- 1993 : Non inscrit
- 1994 : Non inscrit
- 1995 : Non inscrit
- 1996 : Non inscrit
- 1997 : Non inscrit
- 1998 : Non inscrit
- 1999 : 2e tour préliminaire
- 2001 : Forfait
- 2005 : Forfait
- 2007 : 2e tour préliminaire
- 2008 : Non inscrit
- 2010 : Non inscrit
- 2012 : Non inscrit
- 2014 : Non inscrit
- 2017 : Non inscrit

## Sélectionneurs
- Randy Rogers (1987)
- Peter Wilson (2000)
- Gary White (2001?-2004)
- Neider dos Santos (2006-2010)
- Kevin Davies (2011)
- Nesley Jean (2014)
- Dion Godet[5] (2015-2018)
- Nesley Jean (2019-)